# Hammon (Oklahoma)
Hammon é uma cidade  localizada no estado norte-americano de Oklahoma, no Condado de Custer e Condado de Roger Mills.

## Demografia
Segundo o censo norte-americano de 2000, a sua população era de 469 habitantes.
Em 2006, foi estimada uma população de 453, um decréscimo de 16 (-3.4%).

## Geografia
De acordo com o United States Census Bureau tem uma área de
1,9 km², dos quais 1,9 km² cobertos por terra e 0,0 km² cobertos por água. Hammon localiza-se a aproximadamente 520 m acima do nível do mar.

## Localidades na vizinhança
O diagrama seguinte representa as localidades num raio de 28 km ao redor de Hammon.